# Капоренко
Капоренко (бел. Капоранка) — упразднённая деревня в Новоиолченском сельсовете Брагинского района Гомельской области Беларуси.

## География

### Расположение
В 41 км на юго-восток от Брагина, 6 км от железнодорожной станции Иолча (на линии Овруч — Полтава), 158 км от Гомеля.

### Водная система
На юге мелиоративные каналы.

## Транспортная система
Транспортные связи по просёлочной, затем автомобильной дороге Комарин — Брагин.
Планировка состоит из изогнутой меридиональной улицы, пересекаемой на юге железной дорогой. Дома деревянные, усадебного типа. В связи с высоким уровнем радиационного загрязнения все постройки разрушены и захоронены под слоем земли.

## История
По письменным источникам известна с XVIII века. По инвентарю 1784 года 15 дымов, 46 волов, 36 коров. После 2-го раздела Речи Посполитой (1793 год) в составе Российской империи. В 1811 году владение Ракицких. В 1850 году владение помещика Прозора. Согласно переписи 1897 года находился хлебозапасный магазин. В 1908 году в Иолченской волости Речицкого уезда Минской губернии.
С 8 декабря 1926 года по 16 июля 1954 года центр Капоринского сельсовета Комаринского района Речицкого и с 9 июня 1927 года Гомельского (с 26 июля 1930 года) округов, с 20 февраля 1938 года Полесской, с 8 января 1954 года Гомельской областей. С 1920-х годов действовала школа. В 1930 году организован колхоз «Советская Беларусь», работала кузница. Согласно переписи 1959 года входила в состав совхоза «Красное» (центр — деревня Красное).
После катастрофы на Чернобыльской АЭС и радиационного загрязнения жители (70 семей) переселены в 1986 году в чистые места.
С 2005 года исключена из данных по учёту административно-территориальных и территориальных единиц.

## Население

### Численность
- 1986 год — жители (70 семей) переселены

### Динамика
- 1784 год - 15 дымов
- 1850 год — 28 дворов, 185 жителей
- 1897 год — 53 двора, 350 жителей (согласно переписи)
- 1908 год — 60 дворов, 383 жителя
- 1959 год — 317 жителей (согласно переписи)
- 1986 год — жители (70 семей) переселены

## Достопримечательности
- Городище периода раннего железного века 1 – е тыс. до н.э., расположено в 5 км на юго-восток от деревни, урочище Остров